# Knightia
Knightia es un pequeño género de plantas de la familia Proteaceae. Posee dos especies:
- Knightia excelsa de Nueva Zelanda.
- Knightia deplanchei de Nueva Caledonia.